# 和気貞臣
和気 貞臣（わけ の さだおみ）は、平安時代初期の貴族。播磨守・和気仲世の三男。官位は従五位下・大内記。

## 経歴
幼い頃に母を喪うが、定められた礼の基準を越えて悲しみ悼み、叔父・和気真綱はこれを深く哀れんだという。若くして、治部卿・安倍吉人に付いて老荘の教えを受ける。のちに、大学に入学して休まず研鑽し、承和8年（841年）文章得業生に補せられ、承和10年（843年）対策を受験するも不第となった。
承和14年（847年）大学大允、嘉祥元年（848年）大内記を経て、仁寿元年（851年）従五位下に叙爵する。のちに疱瘡を患ったために、仁寿3年（853年）4月14日卒去。享年37。最終官位は大内記従五位下。

## 人物
聡明鋭敏である一方、質素素朴で華やいだところは少なかった。また、雷を非常に恐れた。些細な技能には興味が無く、ただ囲碁のみを愛好し、好敵手と相対した際は、日が暮れて対局が深夜に及んでも気がつかない程であったという。

## 官歴
『続日本後紀』による。
- 時期不詳：正七位上
- 承和8年（841年） 3月7日：文章得業生
- 時期不詳：正六位下
- 承和10年（843年） 5月15日：対策不第
- 承和14年（847年） 日付不詳：大学大允
- 嘉祥元年（848年） 日付不詳：大内記
- 時期不詳：正六位上
- 仁寿元年（851年） 11月26日：従五位下
- 仁寿3年（853年） 4月14日：卒去（大内記従五位下）